# Scotobleps gabonicus
Scotobleps gabonicus és una espècie d'amfibis de la família Arthroleptidae. És monotípica del gènere Scotobleps. de vegades coneguda com la granota del bosc de Gaboon o granota del bosc del Gabon. Habita a Camerun, República del Congo, República Democràtica del Congo, Guinea Equatorial, el Gabon, Nigèria. El seu abast podria estendre's fins a l'enclavament de Cabinda d'Angola.